# Брітт Герботс
Брітт Герботс (Britt Herbots; 24 вересня 1999, Сінт-Трейден, Бельгія) — бельгійська волейболістка, догравальний. У складі національної збірної виступала на чемпіонатах світу і Європи. Володарка Кубка Європейської конфедерації волейболу 2019 року в складі італійської команди з Бусто-Арсіціо.

## Із біографії
Батьки Брітт Герботс за фахом волейбольні тренери. У 16 років стала гравчинею найсильнішого клубу країни «Астерікс» з Беверена. За два сезони стала дворазовою переможницею чемпіонату і кубка Бельгії. З 2017 року виступає за кордоном. Один сезон відіграла у французькій лізі, а з 2018 року виступає за італійських клубів. 2019 року стала володаркою Кубка ЄКВ у складі команди з Бусто-Арсіціо. Її також визнали найкращою волейболісткою турніру.
Бронзова медалістка і найкраща гравчиня континентальної першості серед дівчат 2015 року. Найрезультативніша гравчиня своєї збірної на юнацькому чемпіонаті світу серед дівчат до 18 років. На турнірі, котрий проходив у Перу Брітт Герботс провела ...
Кольори національної збірної Бельгії захищає з 2016 року. Учасниця чемпіонату світу 2022 року, чотирьох чемпіонатів Європи (2017, 2019, 2021, 2023), чотирьох розіграшів Ліги націй (2018, 2019, 2021, 2022) і фіналістка кубка претендентів 2022 року. У матчі світової першості 2022 року проти команди Нідерландів стала першою волейболісткою, якій вдалося набрати більше 40 очок в чотирьох сетах. У п'ятисетових іграх понад 40 очок також набирали італійка Паола Егону (45 очок, чемпіонат світу-2018 проти збірної Китаю) і Єлена Павлова з Казахстану (40 очок, чемпіонат світу-2006 проти збірної США).
Найрезультативніша гравчиня Ліги націй 2021 і 2022 років (відповідно набрала 337 і 306 очок). У чотирьох іграх сезону-2021 набирала більше 30 очок, а наступного року відзначилася 31 очками у дебютному матчі турніру проти чемпіонок світу з Сербії.

## Клуби
| Роки      | Команди                        |
| --------- | ------------------------------ |
| 2014–2015 | «Топспортскул» (Вільворде)     |
| 2015–2017 | «Астерікс Аво» (Беверен)       |
| 2017–2018 | АСПТТ (Мюлуз)                  |
| 2018–2020 | «Унет Е-Ворк» (Бусто Арсіціо)  |
| 2020–2022 | «Ігор Горгонзола» (Новара)     |
| 2022–2023 | «Фіренце» (Флоренція)          |
| 2023–2025 | «Савіно Дель Бене» (Скандіччі) |
| 2025–     | «Ігор Горгонзола» (Новара)     |

## Досягнення
- Кубок ЄКВ

 Перше місце (1): 2019
- Ліга чемпіонів ЄКВ

 Друге місце (1): 2025
 Третє місце (1): 2021
- Чемпіонат Бельгії

 Перше місце (2): 2016, 2017
- Кубок Бельгії

 Перше місце (2): 2016, 2017
- Суперкубок Бельгії

 Перше місце (1): 2016
- Чемпіонат Франції

 Третє місце (1): 2018
- Кубок Франції

 Третє місце (1): 2018
- Суперкубок Франції

 Перше місце (1): 2017
- Чемпіонат Італії

 Друге місце (1): 2021
 Третє місце (1): 2022
- Кубок Італії

 Друге місце (3): 2020, 2021, 2022
 Третє місце (1): 2019
- Кубок претендентів

 Друге місце (1): 2022

## Статистика
Статистика виступів в єврокубках:
| Сезон   | Клуб                 | Турнір         | Ігри | Сети | Очки | Ср.  | Примітки |
| ------- | -------------------- | -------------- | ---- | ---- | ---- | ---- | -------- |
| 2015/16 | «Астерікс» (Беверен) | Кубок виклику  | 7    | 26   | 91   | 3,5  |          |
| 2016/17 | «Астерікс» (Беверен) | Кубок виклику  | 6    | 26   | 125  | 4,81 |          |
| 2017/18 | АСПТТ (Мюлуз)        | Ліга чемпіонів | 6    | 26   | 83   | 3,19 |          |
| 2018/19 | «Бусто Арсіціо»      | Кубок ЄКВ      | 9    | 31   | 133  | 4,29 | [ 8 ]    |
| 2019/20 | «Бусто Арсіціо»      | Кубок ЄКВ      | 5    | 16   | 58   | 3,62 |          |
| 2020/21 | «Ігор Горгонзола»    | Ліга чемпіонів | 10   | 33   | 107  | 3,24 | [ 9 ]    |
| 2021/22 | «Ігор Горгонзола»    | Ліга чемпіонів | 5    | 11   | 33   | 3    |          |
| 2023/24 | «Савіно Дель Бене»   | Ліга чемпіонів | 7    | 27   | 83   | 3,07 |          |
| 2024/25 | «Савіно Дель Бене»   | Ліга чемпіонів | 8    | 24   | 60   | 2,5  |          |

На чемпіонатах світу і Європи:
| Рік  | Турнір           | Ігри | Сети | Очки | Ср.  | Примітки |
| ---- | ---------------- | ---- | ---- | ---- | ---- | -------- |
| 2017 | Чемпіонат Європи | 3    | 9    | 27   | 3    |          |
| 2019 | Чемпіонат Європи | 6    | 22   | 124  | 5,64 |          |
| 2021 | Чемпіонат Європи | 5    | 18   | 166  | 6,44 |          |
| 2022 | Чемпіонат світу  | 9    | 31   | 222  | 7,16 |          |
| 2023 | Чемпіонат Європи |      |      |      | ,    |          |

У Лізі націй і Кубку претендентів
| Рік  | Турнір             | Ігри | Сети | Очки | Ср.  | Примітки |
| ---- | ------------------ | ---- | ---- | ---- | ---- | -------- |
| 2018 | Ліга націй         |      |      |      | ,    |          |
| 2019 | Ліга націй         |      |      |      | ,    |          |
| 2021 | Ліга націй         |      |      | 337  | ,    |          |
| 2022 | Ліга націй         |      |      | 306  | ,    |          |
| 2022 | Кубок претендентів | 3    | 11   | 80   | 7,27 |          |